# سليمان آل حرز
الشيخ سليمان بن أحمد آل حرز (ت. 1340 هـ). هو رجل دين بحراني كان - خلفاً والده أحمد آل حرز - واحداً من القيادات الدينية الشيعية البارزة في البحرين.

## ولادته ونشأته وحياته المبكرة
تعود أصول أسرته آل حرز إلى جزيرة النبيه صالح، والتي هاجر منها والده مستوطناً قرية جد حفص، والتي ولد وترعرع ونشأ فيها، وقد ابتدأ بها بالدراسة الحوزوية في سن مبكرة، فدرس عند أبيه المقدمات والسطوح، ثم هاجر إلى النجف لمواصلة الدراسة وحضور دروس البحث الخارج، ومن أساتذته هناك: الآخوند الخراساني، ومحمد حسين النائيني، وأبو الحسن الأصفهاني. ولمَّا بدأت السيطرة البريطانية على العراق عام 1334 هـ / 1915 م في أعقاب الحرب العالمية الأولى أرسل إليه والده بعض أصدقائه يخبرونه بضرورة الرجوع إلى البحرين.

## عودته إلى البحرين
بعد عودته إلى البحرين عمل مع أبيه في نشاطاته الدينية، ثم توفي أبوه في الحادي عشر من شهر محرم 1337 هـ، فصارت الزعامة الدينية له بعد ذلك، وتقلد المناصب الشرعية من إمامة جمعة وجماعة والقضاء والإفتاء والأمور الحسبية والأمانات واستلام الحقوق الشرعية.
وقد صار آل حرز أول قاضٍ من الشيعة في البحرين يعين رسمياً، وكانت هذه نقلة نوعية في تاريخ القضاء والسياسة في البحرين إذ أن القضاة في السابق كانوا أحراراً في أقضيتهم، وفي اختيار أماكن قضائهم، فلا يوجد اختصاص قضائي، وقد كان علماء الطائفة الشيعية يزكون ويجيزون القضاة الشرعيين، ويتم إظهارهم إلى الناس بمعرفة حاكم البلاد وموافقته، وهو أمر داخلي يتم بسهولة بين القضاة والراعي والرعية بدون أي تدخل من بريطانيا.
ثم قامت بريطانيا العظمى في عام 1919 م بعد فراغها من الحرب العالمية الأولى وانتصارها على الأتراك والألمان بتغيير سياستها تجاه البحرين أي بتطبيث سياسة المستعمرات عليها بدلاً من سياسة قانون المحميات، فيذكر المؤرخ محمد علي التاجر: ”كانت هناك رابطة تربط السياسة القديمة بالبحرين، فلما انتهت الحرب انحلت تلك الرابطة فنشطت السياسة من عقالها وكشرت عن أنيابها لقضم فريستها، فكانت السياسة سابقاً على ما يظهر مسلك المرونة والتأني مختاره بل لا بد منها“.
وفي خضم تلك الظروف كان الإنگليز عازمون على التغيير الإدار والقضائي والاقتصادي، فأنشئت المحاكم العرفية التي واجهت اعتراضاً كبيراً من الطائفتين الشيعية والسنية فكتبوا العرائض في رفض ذلك، فقد جاء في أحد العرائض من الطائفة السنية: ”أن تجرى الأحكام جميعها على الشرع الإسلامي وعلى القانون المرضي الذي هو من الشرع ومطابق له“، فيما كتبت الطائفة الشيعية في عريضة أخرى: ”نحن شيعة ومسلمون ونوافق على تطبيق الشرع والأحكام الصادرة عن القاضي“.
وفي خضم تلك الأحداث المتسارعة من عزم الحكومة البريطانية على إنشاء المحاكم العرفية وحصر الترافع إليها، ففقد انتشر التمرد على أحكام القضاة الشرعيين في تلك الفترة بالذات. فنقل آل حرز مقر القضاء من منزله في جد حفص إلى المنامة، وتم تعيينه رسمياً رئيساً للقضاة الشيعة في البحرين، وقد ذهب بعض الباحثين أن سبب إقدام آل حرز على هذه الخطوة هو خوفه من تحويل القضايا الشرعية إلى المحاكم العرفية، وبالتالي إلغاء المحاكم الشرعية تدريجياً أو الحد من استقلالها والتدخل في أقضيتها. وقد توَّج ذلك بتأسيسه للمحكمة الشرعية الجعفرية في المنامة بعد تعيينه رسمياً رئيساً للقضاة الشيعة في البلاد في عام 1339 هـ / 1920 م.

## وفاته
لم يبق آل حرز بعد وفاة والده طويلاً إذ توفي شاباً سنة 1340 هـ / 1921 م، ودفن بجوار والده في مقبرة الإمام بجد حفص، ولم يعقب إلا بنتاً واحدة تزوجها محمد علي المدني.

### كتب
- غاية المرام في تاريخ الأعلام. السيد هاشم السيد سلمان السيد باقر، طبع البحرين، 2004 م، منشورات مكتبة المدني للمعلومات.
- عقد اللآل في تاريخ أوال. محمد علي التاجر، طبع البحرين، 1994 م، منشورات مؤسسة الأيام للصحافة والطباعة والنشر.

### إشارات مرجعية
1. ↑  
السيد باقر، السيد هاشم السيد سلمان. غاية المرام في تاريخ الأعلام. ص. 104.
2. ↑  
السيد باقر، السيد هاشم السيد سلمان. غاية المرام في تاريخ الأعلام. ص. 105.
3. ↑  
السيد باقر، السيد هاشم السيد سلمان. غاية المرام في تاريخ الأعلام. ص. 106.
4. ↑  
السيد باقر، السيد هاشم السيد سلمان. غاية المرام في تاريخ الأعلام. ص. 107.
5. ↑  
التاجر، محمد علي. عقد اللآل في تاريخ أوال. ص. 152.
6. ↑  
التاجر، محمد علي. عقد اللآل في تاريخ أوال. ص. 157.
7. ↑  
آل خليفة، مي محمد. سبز آباد ورجال الدولة البهية. ص. 575.
8. ↑  
المبارك، إبراهيم. حاضر البحرين وماضيها. ص. 70.
9. ↑  
السيد باقر، السيد هاشم السيد سلمان. غاية المرام في تاريخ الأعلام. ص. 108–109.
10. ↑  
السيد باقر، السيد هاشم السيد سلمان. غاية المرام في تاريخ الأعلام. ص. 111.